# Kotisaari (ö i Birkaland, Övre Birkaland, lat 62,18, long 24,03)
Kotisaari är en ö i Finland. Den ligger i sjön Iso-Tarjanne och i kommunen Virdois i den ekonomiska regionen  Övre Birkalands ekonomiska region  och landskapet Birkaland, i den södra delen av landet, 230 km norr om huvudstaden Helsingfors. Öns area är 20,4 hektar och dess största längd är 0,8 kilometer i nord-sydlig riktning.